# 福田雅一
福田 雅一（ふくだ まさかず、1972年5月17日 - 2000年4月19日）は、日本の男性プロレスラー。栃木県那須郡黒羽町（現：大田原市）出身。血液型A型。日本の男子プロレスラーで初めて、試合中の事故により死去した人物である。

## 経歴
中学3年生の時に関東相撲大会に出場して3位に入った。同大会では、後の横綱でもある貴乃花（花田光司）と対戦している。
高校3年生（足利工業大学附属高等学校）の時に全国高等学校総合体育大会で行われたレスリングに出場してベスト8に入る。
1994年、大学4年生（日本大学）の時に国民体育大会で行われたレスリングフリースタイル82kg級で2位に入る。
1995年6月、レッスル夢ファクトリーに入門。
1996年3月20日、レッスル夢ファクトリー後楽園ホール大会で仲野信市とタッグを組んで対婆沙羅&ザ・ウルフ組戦でデビュー。
10月、神風とタッグチーム「足利エクスプレス」を結成。
1997年7月、仲野の推薦のもと無我に参戦。
11月、WARに参戦。
1998年5月から6月、新日本プロレスで開催された「BEST OF THE SUPER Jr.」に出場。
1999年1月、藤波辰爾の推薦を受けて新日本プロレスに移籍。
2000年4月7日、新日本プロレス東京ドーム大会のメインイベントで行われた橋本真也対小川直也戦で、福田は橋本のセコンドについて試合を見つめたが、橋本の敗戦後は涙を流す福田の姿がテレビに映された。当日、橋本と福田は2人でファミリーレストランで夕食を共にして福田は、「橋本さん、悔しいすね」と大泣きしたという。4月、永田裕志、中西学、吉江豊と共にユニット「G-EGGS」を結成する。しかし4月14日、福田は新日本プロレス気仙沼市総合体育館大会で開催されたヤングライオン杯初戦の試合中、柴田勝頼のフライングエルボーを受けて頭部を強打し、試合終了後に意識不明の重体に陥り病院に緊急入院した。4月19日、福田は急性硬膜下血腫により死去した。27歳没。試合中の事故で死亡した福田の最期を巡業中だった新日本プロレスのレスラーの中で唯一、それを看取った橋本は、「最後は脳死状態になっちゃって…。右脳が潰れ、左脳が潰れ、延髄まで至って…。でも脈は動いてて。あいつは血の一滴になるまで戦った。」と語り、号泣した。
福田は1999年10月のシリーズで硬膜下血腫のため約4ヶ月間も欠場をしており、後遺症の影響も示唆されている。福田の事故は当時のプロレス界に大きな衝撃を与えており、特に小川戦後の去就が注目されていた橋本にも相当なショックを与えたという。
7月30日、長州力が新日本プロレス横浜アリーナ大会での対大仁田厚戦で現役復帰した入場の際、福田の遺影を脇に抱えていたことから、福田の死が長州の心を動かしたことが窺える。
9月9日、新日本プロレス黒羽町民体育館大会で「故・福田雅一追悼試合」が開催された。

## 得意技
ジャーマンスープレックス
チョークスラム
フクダスペシャル
走ってきた相手に仕掛けるカウンター式浴びせ倒し。
腕ひしぎ逆十字固め

## タイトル歴
WAR
- インターナショナルジュニアヘビー級タッグ王座

## ドラマ出演
- ウルトラマンガイア第34話「魂の激突!」（TBS）（1999年5月1日） - プロレスラー役